# OMG Girlz
 (septembre 2012).
Si vous disposez d'ouvrages ou d'articles de référence ou si vous connaissez des sites web de qualité traitant du thème abordé ici, merci de compléter l'article en donnant les références utiles à sa vérifiabilité et en les liant à la section « Notes et références ».
Les OMG Girlz (Officially Miss Guided Girlz) sont un groupe de Pop/R'n'B composé de trois adolescentes âgées de 19 à 20 ans originaires d'Atlanta en Géorgie. Il a été créé par Tameka Harris et par Kiesha Miles, deux anciennes membres du groupe Xscape, en 2009. Les OMG Girlz sont apparues pour la première fois en tant que groupe dans la série de télé-réalité de la chaîne BET, Tiny and Toya.

## Biographie et Carrière

### Débuts (2009 - 2011)
Le groupe des OMG Girlz a été créé en 2009 à Atlanta par Tameka Harris - l'épouse du rappeur T.I - et Kiesha Miles. Au départ, l'acronyme « OMG » signifiait « Oh My God » et le groupe était formé de quatre adolescentes : Star, Beauty, Baby Carter et Lolo.
Les OMG Girlz sortent leur premier single Ain't Nobody en 2009. Elles font leur première apparition publique en tant que groupe dans l'émission de télé-réalité Tiny and Toya diffusée par la chaîne BET. Quelque temps après, Baby Carter quitte le groupe à la demande de ses parents qui n'étaient pas satisfaits de ses résultats scolaires.
En 2010, les OMG Girlz sortent à la suite deux singles : Haterz, un titre en collaboration avec les New Boyz et Pretty Girl Bag, un titre en collaboration avec la chanteuse Ariel. Pretty Girl Bag est une reprise du morceau de Soulja Boy, Pretty Boy Swag. Le clip, mis en ligne quelques mois après sur YouTube, récolte plus de deux millions de vues. Par la suite, en février 2010, Les OMG Girlz recrutent un nouveau membre qui intègre le groupe et qui lui donnera le nom de scène « Baby Doll ».

### Nouveau départ (2011 - 2012)
En 2011, Lolo quitte à son tour le groupe sous prétexte qu'elle serait « trop jeune ». Après le départ de Lolo, Les OMG Girlz prennent part comme décision de former un trio, et ainsi sorte un extrait de leur quatrième single, So Official & « That's Fresh » avec leur nouveau membre qui est mis en ligne sur internet.
À cette occasion, les OMG Girlz ont l'idée de transformer l'acronyme « Oh My God » en « Officially Miss Guided » pour marquer le nouveau départ du groupe.
Peu après, les OMG Girlz prennent part à un concours pour participer à la tournée organisée par le Scream Tour : The Next Generation And Hollyday. Elles finiront par être choisies et participeront à cette tournée en compagnie de Diggy Simmons, Jacob Latimore, Mindless Behavior, Hamilton Park et TK-N-Cash.
Dans la même année, elles sortent leur premier single en tant que trio : Gucci This (Gucci That), et elles connus un succès.
Le 7 décembre, le trio met en ligne un morceau intitulé I Love Christmas pour célébrer la période de Noël. Le morceau est mis en téléchargement libre.

### Premier vrai succès (2012 - 2013)
En 2012, le trio réalisent un clip vidéo pour le morceau Gucci This (Gucci That). Le 11 mai, elles sortent un nouveau single Where The Boys At ?, écrit par les jeunes artistes Lil Will et Trevante et tournent un clip vidéo pour ce morceau. Ces deux clips connus un grand succès et atteignent respectivement les 7 millions et les 5 millions de vues.
L'été 2012, les OMG Girlz réalisent leur première performance en direct aux BET Awards ou elles interprètent leur single Gucci This (Gucci That).
Les OMG Girlz prennent une nouvelle fois part au Scream Tour en compagnie de Diggy Simmons, TK-N-Cash, Jawan Harris, Torion et le crew Jungle Boogie. Lors de cette tournée, les OMG Girlz interprètent pour la première fois les morceaux "Bad boyz", my clique", "Money Dance" qui seront présents sur leur premier album studio.
Le 1er Septembre, un extrait de Lover Boy, un morceau qui devait être dans l'album à venir est dévoilé.
Entre-temps, les filles sont de plus en plus critiquées par des fans des Mindless Behavior.
En octobre, les OMG Girlz annonce que la sortie de leur premier album, Officially Miss Guided, qui devait normalement se dérouler le 2 octobre, est reculée à une date inconnue. Elles ont effectivement décidé de re-enregistrer certains morceaux de leur album où elles considèrent que leurs voix sonnent "trop jeunes". Les OMG Girlz passent alors plusieurs jours en studio à Los Angeles à ré-enregistrer leur album.
En novembre, lors de la sortie de la mixtape This Is Me du jeune chanteur Jacob Latimore, le morceau Slow (présent sur cette mixtape) en collaboration avec les OMG Girlz est dévoilé.
Le 11 décembre, la nomination des OMG Girlz aux NAACP Image Awards 2013 dans la catégorie "Révélation de l'année" est annoncée. Le trio est nommé aux côtés d'Elle Varner, Lianne La Havas, Melanie Amaro et Gary Clark Junior.

### (2013 - 2014)
Le 1er février se déroule la cérémonie des NAACP Image Awards 2013. Les OMG Girlz, présentes à la cérémonie, voient l'award leur échapper au profit d'Elle Varner. Le même mois, les trois jeunes filles deviennent officiellement les ambassadrices de la marque Wat-Aah, une marque de boisson.
Le 3 mars, les OMG Girlz dévoile un morceau figurant sur leur album à venir. Ce morceau, s'intitulant Can't Stop Loving You. Le même mois, la chanteuse QT Jazz dévoile une chanson intitulée Heels Bags réalisée en collaboration avec Baby Doll. Le 27 mars, l'annonce d'une tournée durant l'été 2013 avec le groupe Mindless Behavior est confirmée.
Le 4 avril, le groupe sort son troisième single extrait de leur premier album ; ce morceau est intitulé Baddie.
Le 22 mai, le rappeur T.I. dévoile son nouveau clip, Hello où il met en scène chaque membre de sa famille dans un scénario. Star, en tant que belle-fille de T.I. est présente sur la vidéo et les deux autres membres du trio aussi.
Durant le mois de juin et début juillet, les OMG Girlz dévoile à leurs fans trois morceaux enregistrés en studio. Ces morceaux sont intitulés Ridin' Slow, Incredimazable et Do You Remember. Le morceau Do You Remember reprend des samples d'une chanson culte du groupe Earth, Wind & Fire intitulée September.
Le mois de juillet et le début du mois d'août sont consacrés à la tournée des Mindless Behavior, All Around The World Tour, dont le groupe fait la première partie. La tournée se finit le 11 août.
Le 29 juillet, le trio dévoile au monde entier en direct du plateau de l'émission 106 & Park le clip vidéo de son dernier single, Baddie. Il atteindra rapidement sur le site YouTube les 1 million de vues. Lors de l'émission, les OMG Girlz s'expriment au sujet de leur album à venir et dévoilent qu'au final, ce ne sera qu'un EP qu'elles projettent de sortir le 2 septembre. Le 30 août, Beauty annonce sur son compte Twitter que la sortie de l'EP est reculée à une date ultérieure. Quelques jours après, elle annonce que le groupe a demandé à annuler son contrat avec le label Interscope.
Depuis le mois de janvier, plusieurs rumeurs circulent sur le fait qu'elle sortiraient bientôt un nouvel album.
L'été 2014, Les OMG Girlz sortent un nouveau single intitulé « Boy It's Over ».
En mars 2015, Les OMG Girlz postent sur les réseaux sociaux qu'elles ont pris la décision de se séparer pour poursuivre leurs projets individuels.

## Membres du groupe
| Nom de scène | Nom de naissance           | Date de naissance | Lieu d'origine              | Position  |
| ------------ | -------------------------- | ----------------- | --------------------------- | --------- |
| Babydoll     | Breaunna Mekell Womack     | 23 mars 1995      | Mobile (Alabama)            | rappeuse  |
| Star         | Zonnique Jailee Pullins    | 20 mars 1996      | Atlanta                     | chanteuse |
| Beauty       | Bahja Shamoni Rodriguez    | 2 août 1996       | Atlanta                     | chanteuse |
| Lolo         | Lourdes Josefina Rodriguez | 16 septembre 1998 | Atlanta                     | rappeuse  |
| Baby Carter  | Reginae Djuan Carter       | 29 novembre 1998  | Nouvelle Orléans, Louisiane | rappeuse  |

## Philanthropie
Les OMG Girlz sont familières de plusieurs associations comme Saving Our Daughters, organisation ayant pour but de lutter contre les violences conjugales ou encore la Bella Organization, association se mettant au service de la communauté et dont l'une des dirigeantes est Tamara Whitaker, la road manager du groupe.
Le trio s'est aussi associé à des projets comme Get Schooled, organisation encourageant les étudiants à poursuivre leurs études le plus loin possible ou comme la campagne de Michelle Obama, Let's Move!, pour lutter contre l'obésité chez les jeunes.

## Discographie

### Singles
| Titre                                         | Année |
| --------------------------------------------- | ----- |
| Ain't Nobody (Avec Lolo & Baby Carter)        | 2009  |
| Haterz ft. New Boyz (Avec Lolo & Baby Carter) | 2010  |
| Pretty Girl Bag ft. Ariel (Avec Lolo)         | 2010  |
| Gucci This (Gucci That)                       | 2011  |
| Where The Boys At ?                           | 2012  |
| I Love Christmas                              | 2012  |
| Baddie                                        | 2013  |
| Boy It's Over                                 | 2014  |

### Collaborations
| Titre                                               | Année | Album      |
| --------------------------------------------------- | ----- | ---------- |
| Jacob Latimore - Slow (feat. OMG Girlz)             | 2012  | This Is Me |
| QT Jazz - Heels Bags (feat. Babydoll des OMG Girlz) | 2013  | Single     |

## Filmographie

### Clips vidéos

#### Clips des OMG Girlz
| Titre                                 | Année | Réalisateur  | Chorégraphe   |
| ------------------------------------- | ----- | ------------ | ------------- |
| Pretty Girl Bag ft. Ariel (Avec Lolo) | 2010  | -            | -             |
| Gucci This (Gucci That)               | 2012  | -            | -             |
| Where The Boys At ?                   | 2012  | Bryan Barber | Sean Bankhead |
| Baddie                                | 2013  | Slick 23     | Sean Bankhead |

#### Clips d'autres artistes
| Titre       | Artiste               | Année | Réalisateur   | Chorégraphe                      | Rôle        |
| ----------- | --------------------- | ----- | ------------- | -------------------------------- | ----------- |
| Green Faces | Domani Harris         | 2011  | -             | Aucun                            | Elles-mêmes |
| Heels Bags  | QT Jazz ft. BabyDoll  | 2013  | Theshay West  | Victor Carter et Sakinah Lestage | Clientes    |
| Hello       | T.I. ft. Cee Lo Green | 2013  | Marc Klasfeld | Aucun                            | Serveuses   |

## Tournées
| Nom                                            | Type            | Artiste              | Dates                                | Pays       |
| ---------------------------------------------- | --------------- | -------------------- | ------------------------------------ | ---------- |
| Scream Tour : The Next Generation And Holliday | Première partie | Artistes Scream Tour | 2011                                 | États-Unis |
| Life Of The Jet Setter Tour                    | Première partie | Diggy Simmons        | Du 2 février 2012 au 19 février 2012 | États-Unis |
| Scream Tour : Next Generation Part 2           | Tournée         | Artistes Scream Tour | Du 23 août 2012 au 8 septembre 2012  | États-Unis |
| All Around The World Tour                      | Première partie | Mindless Behavior    | Du 3 juillet 2013 au 11 août 2013    | États-Unis |

## Nominations et récompenses

### Nominations
- NAACP Award
  - 2013 : Révélation de l'année